# Tösen från Stormyrtorpet (film, 1917)
Tösen från Stormyrtorpet är en svensk film från 1917 regisserad av Victor Sjöström.

## Om filmen
Filmen premiärvisades 10 september 1917 på biograf Röda Kvarn i Stockholm. Som förlaga har man Selma Lagerlöfs roman Tösen från Stormyrtorpet, som utgavs 1908 i samlingen En saga om en saga och andra sagor. Filmatiseringen kom att bli den första som baserade sig på något av Lagerlöfs verk. Inspelningen ägde huvudsakligen rum i Dalarna, som Nämndemansgård valdes Bengtsarvet i Grycksbo och som Stormyrtorpet användes Hedåsen i Rättvik. 1947 genomförde Gustaf Edgren en nyinspelning med ljud av romanen, se Tösen från Stormyrtorpet.

## Rollista (i urval)
- Greta Almroth – Helga Nilsdotter från Stormyrtorpet
- William Larsson – Helgas far
- Thekla Borgh – Helgas mor
- Lars Hanson – Gudmund Erlandsson i Närlunda
- Hjalmar Selander – Erland Erlandsson, Gudmunds far
- Concordia Selander – Ingeborg Erlandsson, Gudmunds mor
- Karin Molander – Hildur Persson på Älvåkra
- Georg Blomstedt – Erik Persson, Hildurs far, nämndeman
- Jenny Tschernichin-Larsson – Hildurs mor
- Gösta Cederlund – Per Mårtensson på Västgården, far till Helgas barn
- Edla Rothgardt – hans hustru
- Nils Arehn – domaren
- Josua Bengtson – länsman
- Thure Holm – nämndeman
- Eric Lindholm – nämndeman